# متحف ساو باولو للفن
إنّ متحف ساو باولو للفنّ، هو متحف فنون جميلة مهم يوجد في نهج باوليستا بمدينة ساو باولو، في البرازيل.